# Liou Sü-cchang

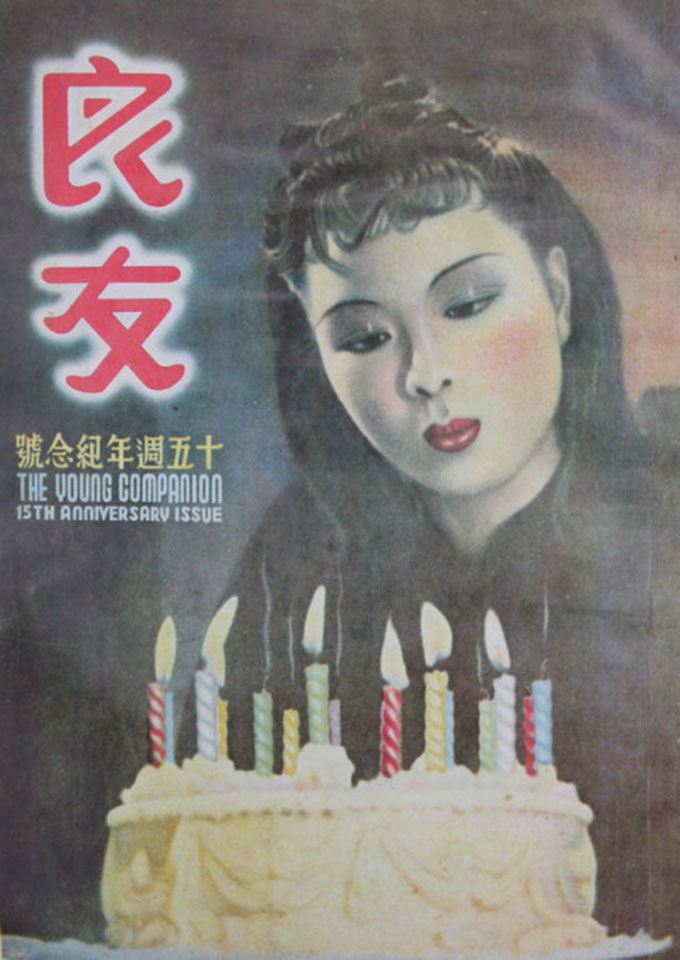
Liou Sü-cchang: Obálka časopisu Mladý společník č. 162, 15. výroční vydání, 1941

Liou Sü-cchang (čínsky pchin-jinem Liú Xùcāng, znaky zjednodušené 刘旭沧; 1913 Nan-sün, Chu-čou, Če-ťiang – 1966) byl čínský fotograf, průkopník v používání barevného filmu, fotografie každodenních předmětů a aktů. Byl dvakrát zvolen tajemníkem Čínské asociace fotografů (中国 摄影家协会). Zemřel v roce 1966, na počátku kulturní revoluce, pravděpodobně v důsledku politického obtěžování.

## Kariéra fotografa
Liou Sü-cchang se narodil v zámožné venkovské rodině a v prvních letech se učil německy a anglicky. Od svých mladých let se věnoval fotografii a fotografické technice, které se přiučil v temné komoře v nedalekém fotografickém studiu. Se svou rodinou se přestěhoval do Šanghaje, četl knihy a časopisy o fotografii, navštěvoval fotografické výstavy a seznámil se s šanghajským fotografem Lang Ťing-šanem. Fotografii formálně nevystudoval. V roce 1932 spolupracoval s přítelem na založení časopisu Art Life, sám se stal editorem a propagoval fotografické umění. Studoval u Čang Čchung-žena, aby se naučil kreslit, malovat akvarely a olejovými barvami. Po roce 1945 pracoval v komerční fotografii a ve filmovém průmyslu. V roce 1956 byla založena Čínská fotografická společnost a Liou byl zvolen jejím výkonným ředitelem. Od 30. let 20. století byly jeho práce vystavovány v Evropě a Severní Americe.